# La garganta del diablo
La garganta del diablo es una película de Argentina filmada en colores dirigida por Sergio Móttola sobre el guion de Esteban Lozano y Antonio Ottone que se produjo en  1993 y no fue estrenada comercialmente. Tuvo como actores principales a Horacio Ranieri, Víctor Laplace, Ricardo Bauleo y Aldo Pastur. 
Fue filmada en la Cataratas del Iguazú.

## Producción
En 1991 se inició el rodaje del filme con la dirección de Antonio Ottone y la interpretación de Ana María Ricci, Rubén Green y Pablo Brichta pero por razones económicas se interrumpió por varios meses, al cabo de los cuales se reanudó con el mismo argumento con la dirección de Sergio Móttola y la actuación de otros intérpretes.

## Sinopsis
El encuentro entre un psicópata asesino que sale de la cárcel y dos hermanas gemelas.

## Reparto
El filme tuvo estos protagonistas:
- Horacio Ranieri
- Victor Laplace
- Ricardo Bauleo
- Aldo Pastur
- Sandra Callejón
- Pablo Brichta
- Ana María Ricci
- Norberto Brian
- Rubén Leonardo
- Alberto Greco
- Berenice Soto
- Juan Carlos Trillo
- Alfredo Lépore